# Mercuralia
I Mercuralia erano un'antica festività romana in onore di Mercurio.
Mercurio era il dio romano del commercio e, alle idi di maggio (il 15), i mercanti si radunavano presso una fontana a lui dedicata non lontana dalla Porta Capena. A causa del fatto che per la loro attività spesso dovessere fare ricorso all'imbroglio o a menzogne, dopo essersi purificati ed avendo indosso solo una tunica, si recavano alla fonte. Lì raccoglievano le acque in giare anch'esse purificate, che riportavano a casa per aspergere con rami di alloro il capo e gli oggetti prossimi alla vendita. Queste operazioni erano accompagnate da varie preghiere ed invocazioni.   